# Roger Béday
Roger Béday (1917-1988) fue un deportista francés que compitió en tiro con arco, en la modalidad de arco recurvo. Ganó cuatro medallas en el Campeonato Mundial de Tiro con Arco al Aire Libre entre los años 1938 y 1946.

## Palmarés internacional
| Campeonato Mundial al Aire Libre | Campeonato Mundial al Aire Libre | Campeonato Mundial al Aire Libre | Campeonato Mundial al Aire Libre |
| Año                              | Lugar                            | Medalla                          | Prueba                           |
| -------------------------------- | -------------------------------- | -------------------------------- | -------------------------------- |
| 1938                             | Londres (Reino Unido)            | Medalla de bronce                | Equipo                           |
| 1939                             | Oslo (Noruega)                   | Medalla de oro                   | Individual                       |
| 1939                             | Oslo (Noruega)                   | Medalla de oro                   | Equipo                           |
| 1946                             | Estocolmo (Suecia)               | Medalla de bronce                | Equipo                           |